# Sewol
Le Sewol (coréen : 세월호; Hanja: 世越號) est un ferry sud-coréen de la Cheonghaejin Marine Company (coréen : 청해진해운) construit en 1994. Assurant la liaison entre Incheon et l'île de Jeju, le navire fait naufrage le 16 avril 2014 au large de l'île de Jindo. Il est renfloué le 23 mars 2017 et ramené au port de Mokpo.
Le naufrage a causé la mort de plus de 300 personnes sur les 476 passagers, et a entraîné la démission du premier ministre coréen Chung Hong-won.

## Histoire

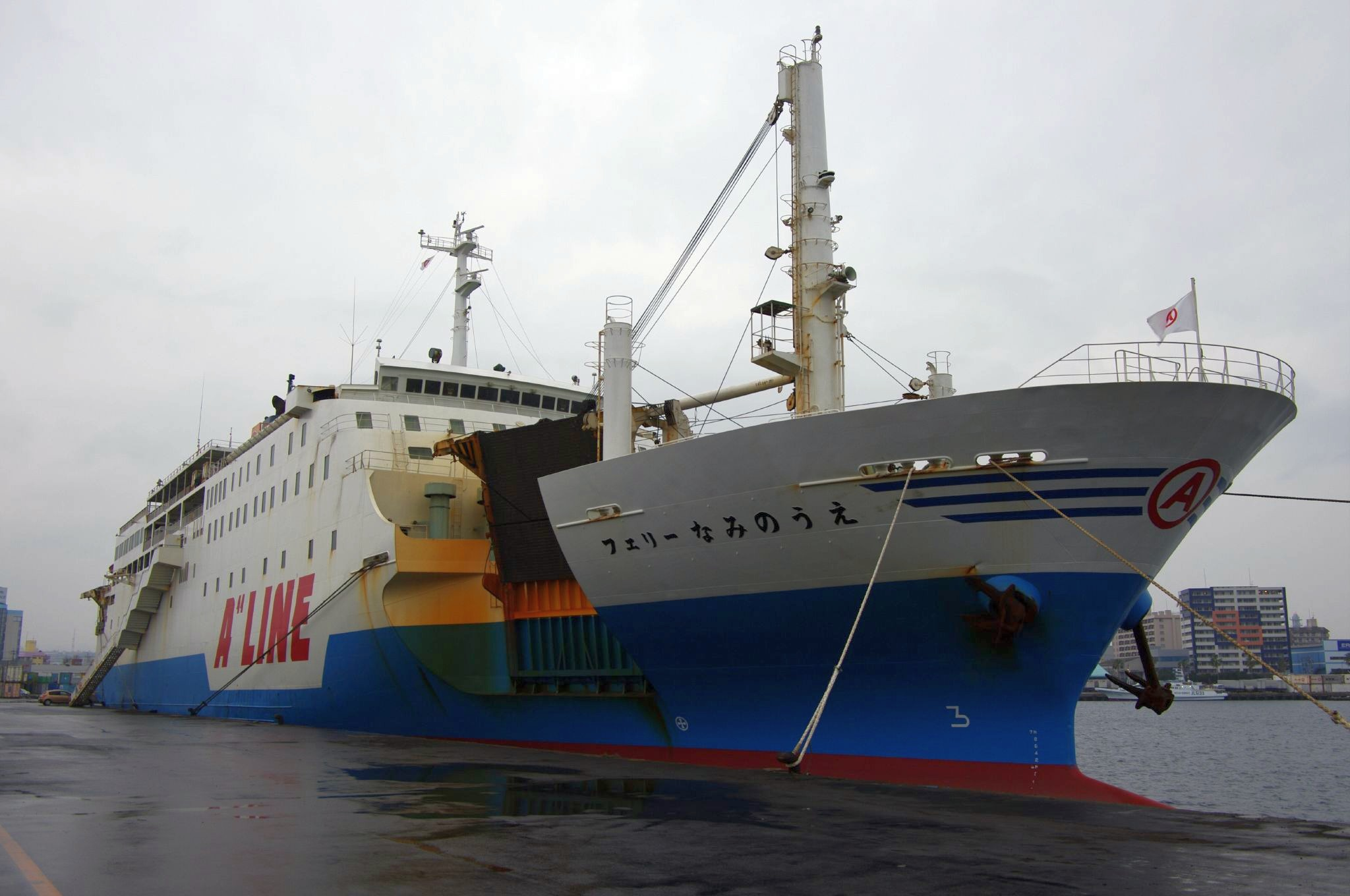
Le Ferry Naminoue à Kagoshima en 2 2010.

Le Sewol (coréen : 세월호) est un ferry construit en 1994 par les chantiers Hayashikane Shipbuilding & Engineering de Shimonoseki, sous le nom de Ferry Naminoue (quelquefois retranscrit sous le nom Naminoue-Maru (japonais : フェリーなみのうえ), pour la compagnie japonaise Oshima Unyu K. K..
Le 2 octobre 2012, il est retiré du service et vendu, quelques jours plus tard, à la compagnie sud-coréenne Cheonghaejin Marine Company. Cette dernière le renomme Sewol et effectue plusieurs modifications aux troisième, quatrième et cinquième ponts afin d’augmenter la capacité du navire, qui peut désormais embarquer 921 personnes contre 804 auparavant. Toutefois, ces travaux modifient également son poids, celui-ci étant augmenté de 239 tonnes. À la sortie du chantier, le navire est testé par les autorités compétentes puis remis en service le 15 mars 2013 effectuant alors entre 2 et 3 allers-retours par semaine entre Incheon et l’île de Jeju.
Le 19 février 2014, conformément à la réglementation en vigueur, le Sewol est inspecté par la garde côtière coréenne, qui confirme son autorisation de naviguer[réf. souhaitée].
Le propriétaire de la Cheonghaejin Marine Company est Yoo Byung-eun, connu sous le nom de Ahae. Connu comme artiste photographe en France, il a acquis en 2012 le hameau de Courbefy.

### Naufrage
Le 16 avril 2014, le Sewol fait naufrage à 1,5 km au large de l'île de Donggeochado, dans le district de Jindo (province de Jeolla du Sud) au cours d'un voyage entre Incheon et Jeju, faisant 304 morts.

### Renflouement
Le 22 avril 2015, la Corée du Sud officialise son projet de renflouer le Sewol. Trois mois plus tard, la compagnie chinoise Shanghai Salvage est retenue par le ministère coréen des Pêches et des Océans pour renflouer l’épave. D’abord prévue pour le mois de mai 2016, les opérations sont finalement reportées au 22 mars 2017, où un premier essai concluant permet de soulever le navire d’un mètre en trois heures. Le lendemain, l’épave est renflouée et déposée sur le navire semi-submersible Dockwise White Marlin qui le ramène au port de Mokpo, à 87 km des lieux du drame. Le convoi arrive le 31 mars 2017.

## Caractéristiques techniques
Il peut accueillir jusqu’à 921 passagers et 200 voitures.

## Enquête
Les enquêtes du gouvernement coréen révélèrent que les permis octroyés pour l'exploitation du navire étaient basés sur de faux documents.
Après l'accident, l'armateur a déclaré que le bateau transportait 124 automobiles, 56 camions et 1 157 tonnes de cargo. Le poids du cargo était deux fois la limite légale.
Le 12 février 2015, le capitaine de la garde côtière Kim Kyung-il a été condamné à 4 ans de prison.
Puis le capitaine du ferry a été condamné à perpétuité. 
La présidente Park a été destituée de ses fonctions et emprisonnée pour corruption.